# New York Historical Society
La New-York Historical Society est une organisation culturelle américaine située à New York et consacrée à l'histoire de la ville et des États-Unis. Elle comprend un musée et une bibliothèque dans un bâtiment néoclassique à l'angle de la 77e Rue et de Central Park West à Manhattan, face au musée américain d'histoire naturelle et Central Park.

## Expositions et des nouvelles galeries publiques
La New-York Historical Society est reconnue pour des expositions historiques très recherchées et de grande envergure aux sujets tels que le père fondateur des États-Unis Alexander Hamilton, antiesclavagiste à New York, l’Hudson River School, Abraham Lincoln, la guerre de Sécession, le verre teinté de Louis Comfort Tiffany et les attentats du 11 septembre.
Le 11 novembre 2011, la New-York Historical Society ouvrira la nouvelle Robert H. and Clarice Smith New York Gallery of American History avec une grande exposition d’histoire de la ville aux années de la guerre d'indépendance des États-Unis au présent et des nouvelles galeries destiné aux enfants du DiMenna Childrens History Museum. Le musée présentera aussi Revolution ! Le Monde Atlantique Renée, la première exposition qui mettra en relation les révolutions aux États-Unis, en France et en Haïti dans une seule narration.

## Collections et histoire
La New-York Historical Society fut fondée en 1804 et est le plus ancien musée new-yorkais. Le musée comprend plus de 1,6 million d'objets historiques et œuvres d’art qui documentent l’histoire des États-Unis et de New York. On peut y trouver des peintures de l’Hudson River School, les aquarelles de Jean-Jacques Audubon, des arts décoratifs, et des objets liés aux attentats du 11 septembre 2001. Les collections de sa bibliothèque s'élèvent à un nombre total de 3 millions de livres, cartes, périodiques, manuscrits, photographies et dessins d’architecture.
Depuis 2004, la présidente de l'institution est Louise Mirrer.